# کریشناراجاپورا
کریشناراجاپورا
شهر کریشناراجاپورا (به انگلیسی: Krishnarajapura) با جمعیت ۲۱۳٫۶۳۷ نفر در ایالت کارناتاکا در کشور هند واقع شده‌است.